# 황보 (전한)
황보(黃輔, ? ~ 7년)는 전한 말기의 관료로, 자는 자원(子元)이며 경조윤 두릉현(杜陵縣) 사람이다. 승상 황패의 손자이다.

## 생애
원수 2년(기원전 1년), 위위에 임명되었다.
거섭 2년(7년)에 죽으니 시호를 충이라 하였고, 작위는 아들 황충이 이었다.

## 출전
- 반고, 《한서》 권18 외척은택후표·권19하 백관공경표 下·권89 순리전

| 전임 왕숭 | 전한의 위위 기원전 1년 ~ ? | 후임 왕급 |

| 선대 아버지 건성사후 황상 | 전한의 건성후 기원전 22년 ~ 기원후 7년 | 후대 아들 황충 |